# Macrauchenia
Macrauchenia, còn gọi là Lạc đà không bướu dài, là các loài động vật có vú móng guốc Nam Mỹ có cổ dài và chân dài, chân ba ngón, tiêu biểu cho bộ Litopterna. Các hóa thạch lâu đời nhất có niên đại từ khoảng 7 triệu năm trước, và M. patachonica biến mất khỏi các mẫu hóa thạch trong thời gian cuối thế Pleistocen, khoảng 20.000-10.000 năm trước. M. patachonica là loài được biết đến nhiều nhất của họ Macraucheniidae, và chỉ được biết đến từ hóa thạch tìm thấy ở Nam Mỹ. Mẫu ban đầu đã được Charles Darwin phát hiện trong hành trình của tàu Beagle. Macrauchenia giống như lạc đà không bướu với một cái vòi ngắn, mặc dù nó không có quan hệ họ hàng gần với cả lạc đà lẫn voi.

## Cổ sinh thái học

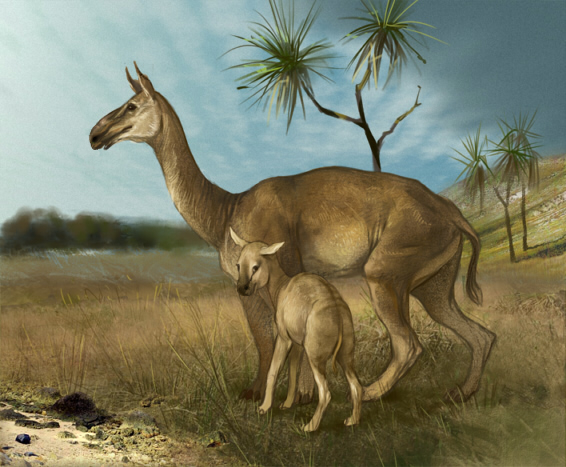
Phục dựng

Macrauchenia ăn thực vật, như lá cây hay lá cỏ. Phân tích đồng vị cacbon men răng của M. patachonica', cũng như chỉ số độ dài răng, kích thước cơ thể và chiều rộng mõm cho rằng chúng là ăn tạp, kết hợp bứt lá C3 với gặm cỏ C4. Các nhà khoa học tin rằng, vì hình dạng của răng, Macrauchenia khi ăn dùng vòi để nắm giữ lá và cỏ. Người ta cũng tin rằng chúng sống theo bầy giống linh dương, giúp chúng dễ tránh khỏi thú ăn thịt hơn.
Khi Macrauchenia được phát hiện, nó đã được cho là con mồi của các loài động vật ăn thịt bản địa lớn nhất Nam Mỹ, như Andalgalornis, và Sparassodonta ăn thịt như Thylacosmilus. Vào cuối thế Pliocen/đầu thế Pleistocen, eo đất Panama đã hình thành, cho phép các loài động vật ăn thịt nguồn gốc Bắc Mỹ, như báo sư tử, báo đốm Mỹ và Smilodon populator, di thực tới Nam Mỹ và thay thế các loài bản địa.

## Trong văn hóa đại chúng
- Macrauchenia xuất hiện trong tập "Saber-tooth" của phim tài liệu Walking with Beasts, phim Kỷ băng hà, trong trò chơi Zoo Tycoon: Complete Collection như một phần của "Dinosaur Digs" Theme Pack, Wildlife Park 2: Crazy Zoo, và "Jurassic Park: Builder".
- Chi họ hàng Cramauchenia được đặt tên bởi Florentino Ameghino như một phép đảo chữ của Macrauchenia.